# Amérique latine histoire et mémoire
Amérique latine histoire et mémoire est une revue scientifique bilingue publiée par l'Université Paris-VIII. Elle est spécialisée dans toutes les problématiques ayant trait - directement ou indirectement - à l'histoire et la mémoire en Amérique latine : migrations, politique, religion, éducation, identités...
Elle est disponible en accès ouvert, sur le portail OpenEdition Journals.